# Coudre
La Coudre est un cours d'eau du nord-ouest de la France, qui coule dans le département de l'Orne. C'est un affluent en rive gauche de la Même, elle-même sous-affluent de la Loire par l'Huisne, la Sarthe et la Maine.